# Piano Sinigaglia

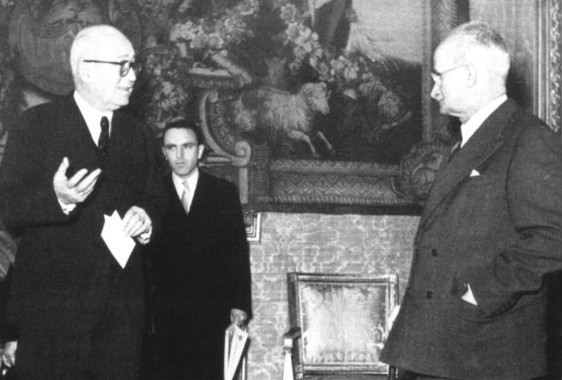
Oscar Sinigaglia (a sin.) a colloquio al palazzo del Quirinale con il presidente della Repubblica Luigi Einaudi

Il piano Sinigaglia per l'industria siderurgica venne approvato dal governo italiano nel 1948. Prendeva il nome dall'ingegnere ed imprenditore Oscar Sinigaglia e prevedeva un forte aumento della capacità produttiva della siderurgia nazionale, incentrato sulla ricostruzione dello stabilimento di Genova-Cornigliano e sull'integrazione verticale delle lavorazioni a Piombino ed a Bagnoli.

## Ruolo nella storia della siderurgia italiana
L'Ilva, che prima della guerra si era sempre occupata di produrre acciaio grezzo lasciando ai privati le lavorazioni successive, avrebbe dovuto produrre anche profilati, rotaie ed acciai rivestiti; in particolare, il nuovo stabilimento di Cornigliano - che alla morte dell'imprenditore sarebbe stato a lui intitolato - doveva specializzarsi nella produzione di laminati piani per l'industria automobilistica.
La produzione da ciclo integrale eseguita su larga scala avrebbe permesso di ottenere acciaio a basso costo. La realizzazione di questi programmi portò a contrasti con i siderurgici privati, rappresentati all'epoca soprattutto dalla Falck, che produceva acciai speciali dal rottame e si opponeva alla costruzione di nuovi impianti a ciclo integrale.
Fu decisivo però l'appoggio della FIAT, che stipulò un accordo per l'acquisto, a prezzo molto conveniente, di una quota rilevante dei laminati che dovevano uscire dall' impianto di Cornigliano. Il completamento del nuovo stabilimento di Cornigliano ebbe luogo nel 1954.